# Sgurr Eilde Mòr
Sgurr Eilde Mòr (wymowa gaelicka: [ˈs̪kuːrˠ ˈeːltʲə moːɾ]) – szczyt w paśmie Mamores, w Grampianach Zachodnich. Leży w Szkocji, w regionie Highland. 